# Vláda Ruska
Vláda Ruské federace (rusky Правительство Российской Федерации) je vrcholný orgán výkonné moci v Rusku. Její postavení vymezuje ústava a ústavní zákon „O vládě Ruské federace“. Vládním orgánem zajišťující činnost vlády je Aparát vlády Ruské federace. Předsedu vlády jmenuje prezident.